# Anaplectoides mixta
Anaplectoides mixta là một loài bướm đêm trong họ Noctuidae.